# Camponotus ustus
Camponotus ustus é uma espécie de inseto do gênero Camponotus, pertencente à família Formicidae.